# Amy-Cathérine de Bary
Amy-Cathérine de Bary (* 29. Januar 1944) ist eine ehemalige Schweizer Dressurreiterin und Medaillengewinnerin bei den Olympischen Sommerspielen 1984.

## Laufbahn
Bei den Europameisterschaft im Dressurreiten gewann Amy-Cathérine de Bary 1979 in Aarhus auf Aintree mit der Schweizer Equipe, bestehend aus Christine Stückelberger auf Granat und Ulrich Lehmann auf Widin die Bronzemedaille.
Beim Goodwood International Dressage Festival 1980, der Olympia-Ersatzveranstaltung für die Staten, welche die Olympischen Sommerspiele 1980 boykottiert haben, erreicht Amy-Cathérine de Bary auf Aintree mit der gleich besetzten Schweizer Equipe den 2. Platz.
1981 gewann sie bei den Europameisterschaften in Laxenburg auf Aintree die Silbermedaille mit der Equipe, erneut mit der gleichen Besetzung. In Aachen holte sie auf Aintree bei den Europameisterschaften 1983 Bronze, gemeinsam mit ihren Teamkollegen Otto Hofer auf Limandus, Claire Koch auf Beau Geste und Christine Stückelberger auf Achat.
Sie nahm an den Olympischen Sommerspielen 1984 in Los Angeles teil. Dort gewann sie auf Aintree die Silbermedaille mit der Schweizer Equipe zusammen mit Otto Hofer auf Limandus und Christine Stückelberger auf Tansanit.